# أبو حامد المروزي
القاضي أبو حامد المروروذي، هو أحمد بن عامر بن بشر بن حامد المروَروذي الفقيه الشافعي. أخذ الفقه عن أبي إسحاق المروزي وصنف الجامع في المذهب وشرح مختصر المزني وصنف في أصول الفقه، ونزل البصرة ودربها وعنه أخذ فقهاء البصرة. قال أبو حيان التوحيدي سمعت أبا حامد المروروذي يقول ليس ينبغي أن يحمد الإنسان على شرف الأب ولا يذم عليه كما لا يمدح الطويل على طوله ولا يذم القبيح على قبحه.
توفي سنة اثنتين وثلاثين وثلاثمائة للهجرة. ونسبته إلى «مرودوذ» بفتح الميم وسكون الراء المهملة وفتح الواو وتشديد الراء المهملة المضمومة وبعد الواو ذال معجمة. كان على مقدمة الجيش الذي كان أميره عبد الله بن عامر وهو الذي سيره إليها.